# Aslıhan Tepeciği, Altıeylül
Aslıhantepeciği là một xã thuộc huyện Altıeylül, tỉnh Balıkesir, Thổ Nhĩ Kỳ. Dân số thời điểm năm 2010 là 1.149 người.